# Беспосадочный перелёт Москва — Северный полюс — Сан-Джасинто
Беспосадочный перелёт Москва — Северный полюс — Сан-Джасинто — беспосадочный перелёт советских авиаторов, совершённый 12—14 июля 1937 года на самолёте АНТ-25 в составе: командир экипажа — полковник М. М. Громов, второй пилот — майор А. Б. Юмашев и штурман — военинженер 3-го ранга С. А. Данилин.

## История
Это был второй беспосадочный перелёт из СССР в США, прошедший по маршруту: Москва — Северный полюс — Сан-Джасинто (Калифорния, США), в результате которого были установлены два мировых рекорда дальности по прямой (10148 км) и ломаной (11500 км) линиям (в том числе 5500 км над океанами), совершенный за 62 часа 17 минут. Аэропорт в Сан-Диего не смог их принять из-за плохой погоды, так что местом их посадки оказалось пастбище близ Сан-Джасинто. Через несколько часов экипаж получил приветственную телеграмму от руководителей Коммунистической партии и Правительства СССР:

«Громову, Юмашеву, Данилину. Поздравляем с блестящим завершением перелета Москва — Северный полюс — Соединенные Штаты Америки и установлением нового мирового рекорда дальности полета по прямой. Восхищены вашим героизмом и искусством, проявленными при достижении новой победы советской авиации. Трудящиеся Советского Союза гордятся вашим успехом. Обнимаем вас и жмем ваши руки».

В Вашингтоне советских летчиков представили президенту Франклину Рузвельту. Разговор с Рузвельтом длился больше часа, в конце которого госсекретарь Холл сказал:

«Какие приятные, умные молодые люди! Никакая работа дипломатов не смогла бы сделать за 10 лет того, что сделали вы своим перелетом, для сближения народов Советского союза и Америки».

Только спустя месяц летчики отплыли в Европу на пассажирском лайнере «Нормандия» и вернулись в Москву. Во время торжественной встречи площади и улицы столицы были полны народу. В Георгиевском зале Кремля их приветствовал весь ЦК Коммунистической партии и лично Иосиф Сталин.

## Награды
- За этот перелёт указом Центрального исполнительного комитета СССР от 1 сентября 1937 года Громов М. М. был награждён орденом Красного Знамени (в то время положения о вторичном присвоении звания Героя Советского Союза ещё не существовало), а Юмашеву А. Б и Данилину С. А. — были присвоены звания Героев Советского Союза.
- Международная авиационная федерация (ФАИ) наградила в 1937 году пилотов и штурмана медалями де Лаво, как обладателей признанного ФАИ абсолютного авиационного рекорда. Громов М. М., Юмашев А. Б и Данилин С. А. первые советские лётчики награжденные этой медалью.

## Память

### В филателии
- Почтовые марки и конверты
- М. Громов, А. Юмашев и С. Данилин на серии почтовых марок (СССР, 1938 год)
- Конверт, посвящённый 50-летию перелёта (СССР, 1987 год)

## Документалистика
- Документальный фильм. ООО «Под знаком „Пи“» по заказу ГТРК «Культура». 2012 г (10 июня 2019). Полярный гамбит. Драма в тени легенды.  39 мин. ГТРК «Культура». {{cite episode}}: |series= пропущен или пуст (справка)